# Uaru

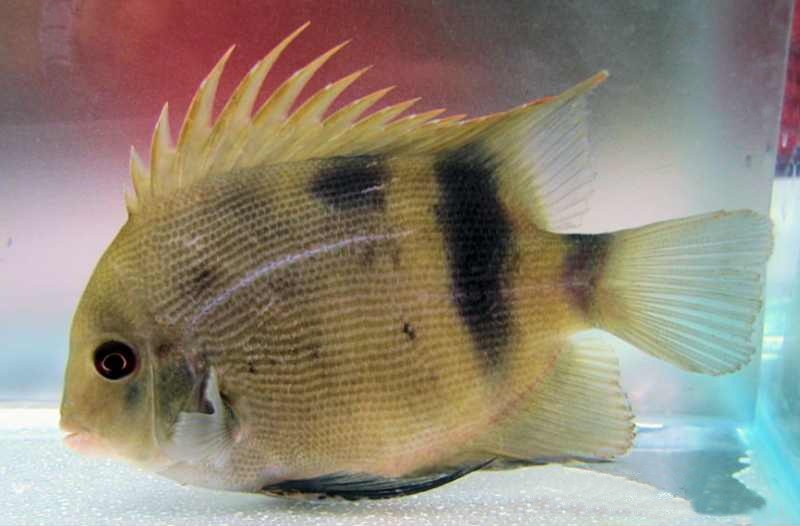

Uaru  (лат.) — род пресноводных лучепёрых рыб семейства цихлид. Обитают в Южной Америке в бассейне реки Риу-Негру и в верховьях Ориноко. В длину достигают 20—25 см. Окраска соломенно-жёлтая с широкими продольными или поперечными тёмными полосами. Уару является популярной аквариумной рыбой, в Бразилии часто употребляется в пищу.

## Виды
В роде Uaru 2 вида: 
- Uaru amphiacanthoides — Уару[4], или клинопятнистая цихлида[4]
- Uaru fernandezyepezi